# Sneslev Sogn
Sneslev Sogn er et sogn i Ringsted-Sorø Provsti (Roskilde Stift).
I 1800-tallet var Sneslev Sogn anneks til Øde Førslev Sogn. Begge sogne hørte til Ringsted Herred i Sorø Amt. Øde Førslev-Sneslev sognekommune blev ved kommunalreformen i 1970 delt, så Sneslev blev indlemmet i Ringsted Kommune, og Øde Førslev blev indlemmet i Haslev Kommune, der ved strukturreformen i 2007 indgik i Faxe Kommune.
I Sneslev Sogn ligger Sneslev Kirke.
I sognet findes følgende autoriserede stednavne:
- Almstofte (bebyggelse, ejerlav)
- Barmose Huse (bebyggelse)
- Eskilstrup (bebyggelse, ejerlav, landbrugsejendom)
- Fredsgårde (bebyggelse, ejerlav)
- Hjelmsømagle (bebyggelse, ejerlav)
- Horsetofte (bebyggelse, ejerlav)
- Kalvehave (bebyggelse)
- Lillevang (bebyggelse, ejerlav)
- Lunden (bebyggelse)
- Lygtehuse (bebyggelse)
- Møllemarken (bebyggelse)
- Råbjerg (bebyggelse)
- Sneslev (bebyggelse)
- Ømarkshuse (bebyggelse)